# Austroglanis
Austroglanis — єдиний рід родини Austroglanididae ряд сомоподібних. Має 3 види. Перебувають під загрозою зникнення.

## Опис
Загальна довжина представників цього роду коливається від 8 до 30 см. Голова невеличка з маленькими очима. Мають 3 пари вусиків на нижній щелепі. Носові вуси короткі або зовсім відсутні. Тулуб кремезний. Присутні 2 спинних плавці, з яких передній більший, стоячий. На спинних та грудних плавцях є сильні шипи. Черевні плавці невеличкі. Жировий плавець маленький. Анальний плавець довший за свою основу. Хвостовий плавець помірно великий з виїмкою.

## Спосіб життя
Зустрічаються у прісній воді, переважно середньоплинних потоках та струмках з валунами й галькою. Активні переважно вночі або присмерку. Живляться дрібними безхребетними і мальками риб.

## Розповсюдження
Поширені біля узбережжя Намібії та ПАР, в Оранжевій річці та річці Вааль.

## Види
- Austroglanis barnardi
- Austroglanis gilli
- Austroglanis sclateri